# Muhámmad III
Muhámmad ben Abd ar-Rahmán ben Ubayd Al-lah (en árabe: محمد بن عبد الرحمن بن عبيد الله), más conocido como Muhámmad III (árabe: محمد الثالث) fue el undécimo califa del Califato de Córdoba, y octavo perteneciente a la dinastía omeya, entre 1024 y 1025.
Era hijo de Abd ar-Rahmán, a su vez hijo de Ubayd Al-lah, uno de los hijos de Abd ar-Rahmán III. Por tanto, era bisnieto del célebre primer califa.
Fue elegido califa el 17 de enero de 1024 por los amotinados de una de las numerosas revueltas que asolaban Córdoba que había destronado a su antecesor Abderramán V. Adoptó el título de al-mustakfi bi-L-lah (El que se satisface con Dios) e inmediatamente mandó ejecutar a su predecesor y primo Abderramán V.
Su pésimo gobierno, caracterizado por medidas arbitrarias y crueles, le hizo perder cualquier apoyo popular. Así, en 1025, cuando tuvo noticias de que Yahya al-Muhtal, uno de sus predecesores en el trono del califato, estaba organizando un ejército para dirigirse a Córdoba, decidió huir de la capital disfrazado de mujer y refugiarse en la Marca Superior, la zona fronteriza con capital en Zaragoza; pero antes de poder llegar, fue asesinado en Uclés (Cuenca). Su hija fue la famosa poetisa Wallada, hija de la esclava cristiana Amin'am.
| Predecesor: Abderramán V | Califa de Córdoba 1024 – 1025 en oposición a Yahya al-Muhtal | Sucesor: Yahya al-Muhtal |

- Datos: Q919001